# Haaposaari (ö i Norra Karelen, Joensuu, lat 62,54, long 31,20)
Haaposaari är en ö i Finland. Den ligger i sjön Nietalahti och i kommunen Ilomants i den ekonomiska regionen  Joensuu ekonomiska region  och landskapet Norra Karelen, i den sydöstra delen av landet, 400 km nordost om huvudstaden Helsingfors. Öns area är 10,2 hektar och dess största längd är 0,6 kilometer i öst-västlig riktning.